# Hogebeintum
Hogebeintum (officieel, Fries: Hegebeintum, [he:gə’ba.i ̯ntm], ook wel Beintum, [’ba.i ̯ntm]) is een terpdorp in de gemeente Noardeast-Fryslân, in de Nederlandse provincie Friesland. Hogebeintum ligt ten noorden van Leeuwarden tussen Ferwerd en Genum. In 2023 telde het dorp 80 inwoners. Hogebeintum werkt op veel fronten samen met Ferwerd, zoals met de gezamenlijke dorpsbelangenvereniging.

## Beschermd dorpsgezicht
Een groot deel van het dorp is sinds 1991 een beschermd dorpsgezicht, een van de beschermde stads- en dorpsgezichten in Friesland. Het dorp heeft een aantal rijksmonumenten.

## Geschiedenis
De terp van Hogebeintum werd bewoond vanaf 600 voor Christus. Het dorp waarin de terp stond wordt reeds in de 9e eeuw genoemd als 'Bintheim'. In de 10e eeuw is het dorp blijkbaar gesplitst, want er is dan sprake van een 'Westerbintheim' en een 'Osterbinetheim' (Oosterbeintum). Westerbeintum wordt vanaf de 15e eeuw Hogebeintum genoemd. Hoge verwijst naar de hoogte van de wierde en Beintum naar buntgras, een grassoort die nu niet meer voorkomt bij het dorp.
Terpen deden dienst tot de opkomst van de dijken, na 1800 zijn veel terpen geheel of gedeeltelijk afgegraven voor de zeer vruchtbare grond. Dit gebeurde in Hogebeintum met tussenpozen tussen 1870 en 1928.
Met 8,80 meter boven NAP is het de hoogste terp van Nederland en Duitsland. Door zetting (of bodemdaling) van de grond is de hoogte van de terp in de loop der tijd afgenomen; in het verleden moet de terp nog hoger zijn geweest.
De omvang van de terp bedroeg oorspronkelijk ongeveer 9,5 hectare en de doorsnee ongeveer 300 meter. Tussen 1904 en 1907 werd er een groot grafveld uit de vroege middeleeuwen gevonden. In het Fries museum is een reconstructie te zien van het gezicht van de terpdame uit de 7e eeuw.
Sinds 1999 is de officiële naam van het dorp het Friestalige Hegebeintum. Tot 2019 viel Hogebeintum in de gemeente Ferwerderadeel.

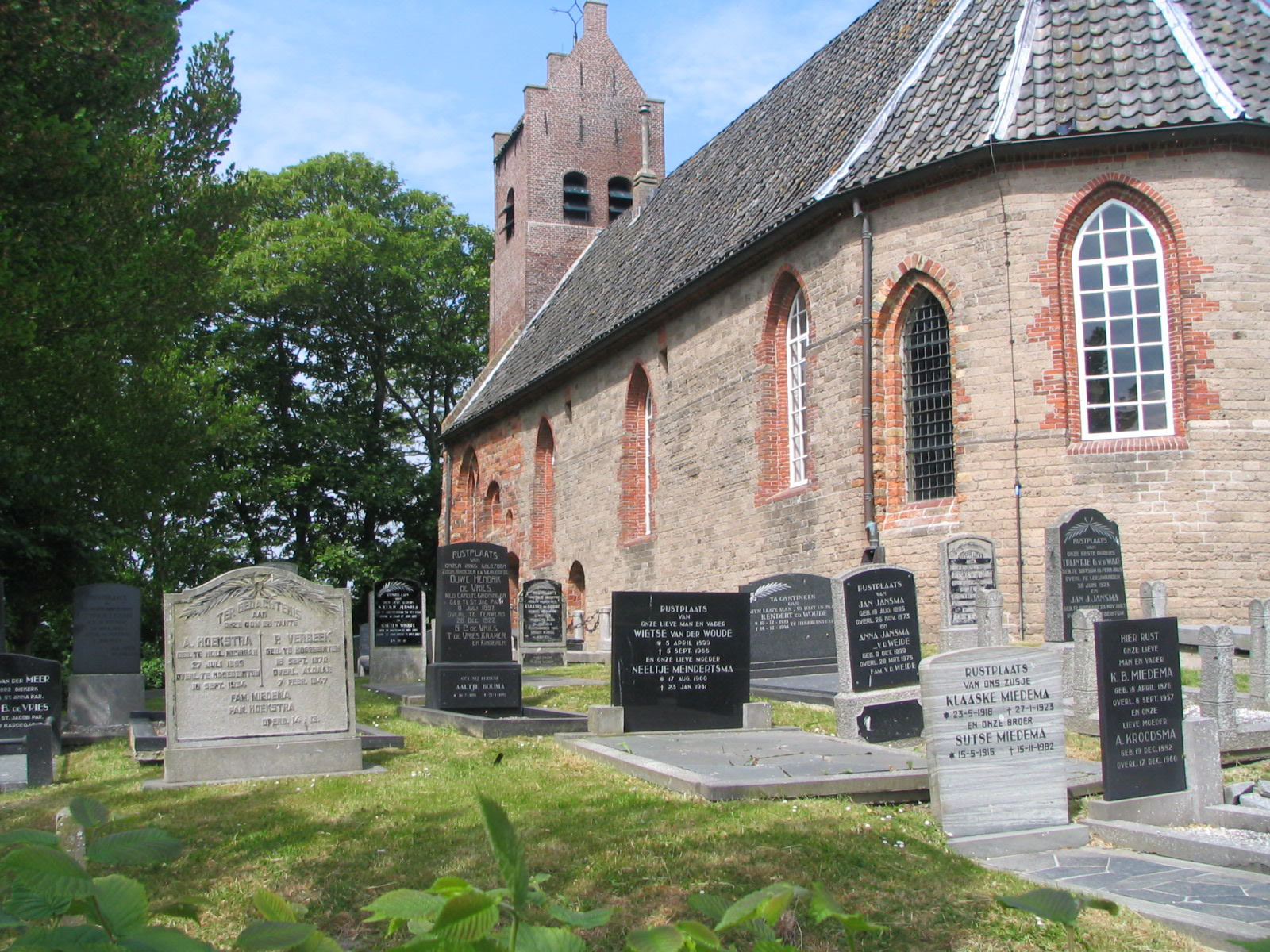
Kerk van Hogebeintum

## Kerk en bezoekerscentrum

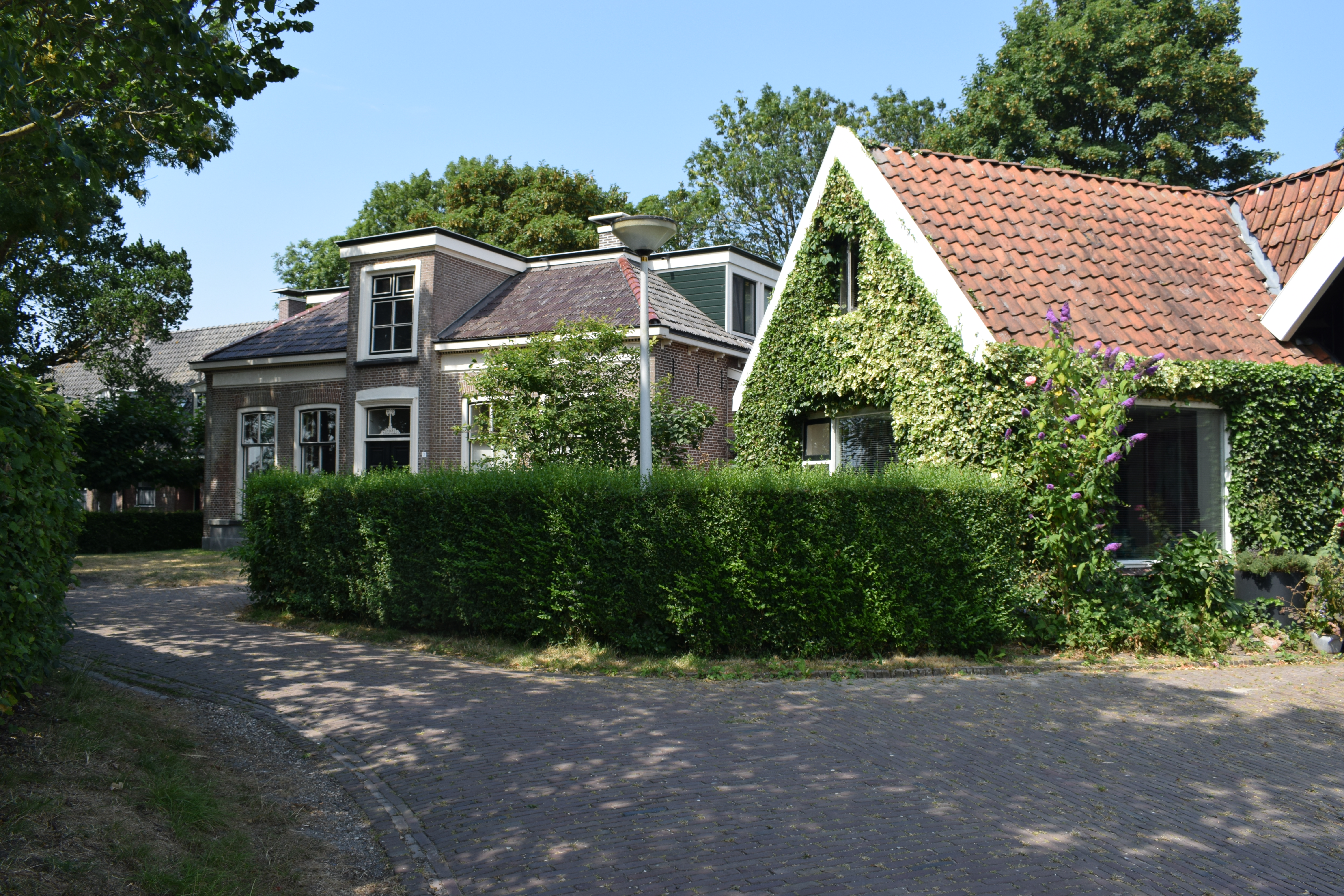
Bewoning van het dorp

De kerk van Hogebeintum staat boven op de terp en dateert uit de 11e of 12e eeuw. De kerk is eigendom van Stichting Alde Fryske Tsjerken.
In de kerk bevinden zich de rouwborden van de geslachten Van Coehoorn, Van Nijsten en De Schepper die in Harsta State woonden, een iets buiten het dorp gelegen stins. Onder aan de terp is een bezoekerscentrum.

## Molen
Ten zuiden van het dorp staat de uit 1860 daterende Hogebeintumermolen. De poldermolen is sinds 2006 reservegemaal in het geval van wateroverlast.

## Sport
Hogebeintum heeft samen met Ferwerd een ijsclub.

## Bevolkingsontwikkeling
| 1999 | 2002 | 2003 | 2004 | 2006 | 2008 | 2009 | 2010 | 2014 | 2018 | 2021 | 2023 |
| ---- | ---- | ---- | ---- | ---- | ---- | ---- | ---- | ---- | ---- | ---- | ---- |
| 114  | 112  | 117  | 115  | 115  | 103  | 98   | 95   | 90   | 90   | 85   | 80   |

## Geboren in Hogebeintum
- Jakob Nieweg (1877-1955), predikant en kunstschilder